# سوني إريكسون فيفاز
سوني إريكسون فيفاز (بالإنجليزية: Sony Ericsson Vivaz)‏ هو هاتف ذكي من سوني موبايل كوميونيكيشنز يعمل بنظام سيمبيان، تم طرحه في الأسواق في 2010.

## الخصائص
- نظام التشغيل: سيمبيان
- الكاميرا الخلفية: 8 ميجابكسل
- الشاشة: شاشة لمس 360 × 640
- الوزن: 97 غرام
- الذاكرة: 256 ميجابايت